# Пвани
Пвани је један од 26 административних региона у Танзанији. Главни град региона Кибаха се налази 25 км јужно од Дар ес Салама. Име региона Пвани на свахили језику значи обала. Поред копненог дела региону припада и Мафиа - једно од три острва Занзибарског архипелага. Регион се граничи са регионом Танга на северу, са регионом Морогоро на западу, и са регионом Линди на југу. На истоку се налази Индијски океан и регион Дар ес Салам. Површина региона је 32 407 km².
Према попису из 2002. године у региону Пвани је живело 889 154 становника. 

## Дистрикти
Регион Пвани је административно подељен на 6 дистрикта: Багамојо, Кибаха, Кисараве, Руфиџи, Мкуранга и Мафиа.